# Бронетанковая школа Армии США
Бронетанковая школа Армии США (англ. The U.S. Army Armor School) — военно-учебное подразделение Армии США, располагающееся на базе Форт-Беннинг, штат Джорджия. Школа готовит личный состав для бронетанковых дивизий или бригад (Armored divisions / Armored brigades) Армии США, а также танковые экипажи и экипажи БМП для Корпуса морской пехоты США. Организационно подчиняется и входит в состав Центра обучения и совершенствования боевых навыков Армии США (The United States Army Maneuver Center of Excellence).

## История
Школа была основана 1 октября 1940 года. Организатором и первым командующим был Стивен Генри (на тот момент — подполковник Армии США) под патронажем бригадного генерала Адны Чаффи (Adna R. Chaffee). Изначально располагалась на базе Форт-Нокс (штат Кентукки). Первый набор рекрутов начал обучение в школе 4 ноября 1940. Подготовка велась на семи специализированных отделениях: танковая техника, колесная техника, мотоциклы, связь, тактика, артиллерийское вооружение и полевая инженерия. За первые четыре года своего существования школа подготовила 80 тысяч военнослужащих. 1 июля 1957 года школе было официально присвоено её современное название. С образованием НАТО школа начала активное международное сотрудничество в рамках блока, — уже в 1965 году на её курсах проходили обучение представители 63 различных наций, дружественных или союзных США. В период с 2005 по 2010 год школа была поэтапно переведена из Форт-Нокса в Форт-Беннинг, согласно решению сенатской комиссии о реформировании военных баз.

## Организационно-штатная структура
По состоянию на 2012 год Бронетанковая школа Армии США, согласно её официальному сайту, включает в себя следующие подразделения:
- 192 пехотная бригада (состоит из четырёх учебных батальонов, включая батальон административно-строевого управления, который отвечает за реабилитацию, переподготовку и возвращение в строй раненных и за переподготовку служащих с других специальностей)
- 194 бронетанковая бригада (состоит из трех учебных батальонов)
- 316 кавалерийская бригада (состоит из 3 учебных батальонов, Базового курса подготовки офицеров бронетанковых войск, и Международного военно-учебного отдела)
- Офис командующего бронетанковыми войсками (состоит из различных служб и управлений (количество меняется в зависимости от возникающих задач), включая управление по Корпусу подготовки офицеров запаса (ROTC, Reserve Officers Training Corps — военные кафедры в колледжах и университетах) и управление по связям с Национальной гвардией США).

Бронетанковая школа Армии США издает собственное СМИ — журнал «Броня» (Armor), выходящий с периодичностью раз в два-три месяца.

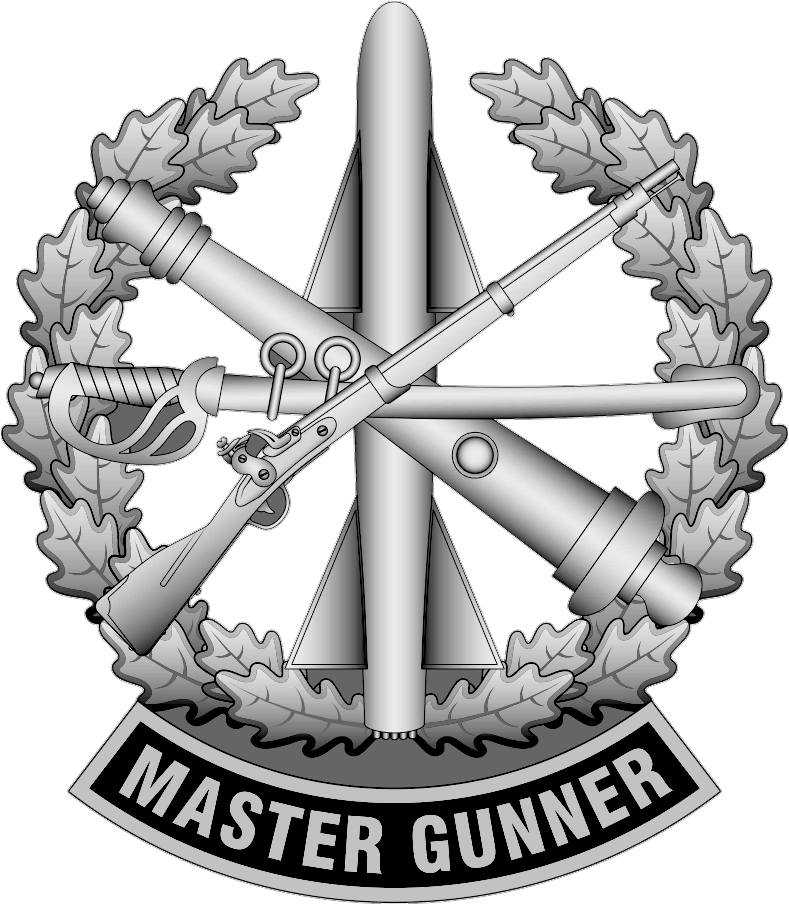
Опознавательный знак Мастер-артиллерист вручается солдатам, окончившим один из курсов мастер-артиллеристов армии США.
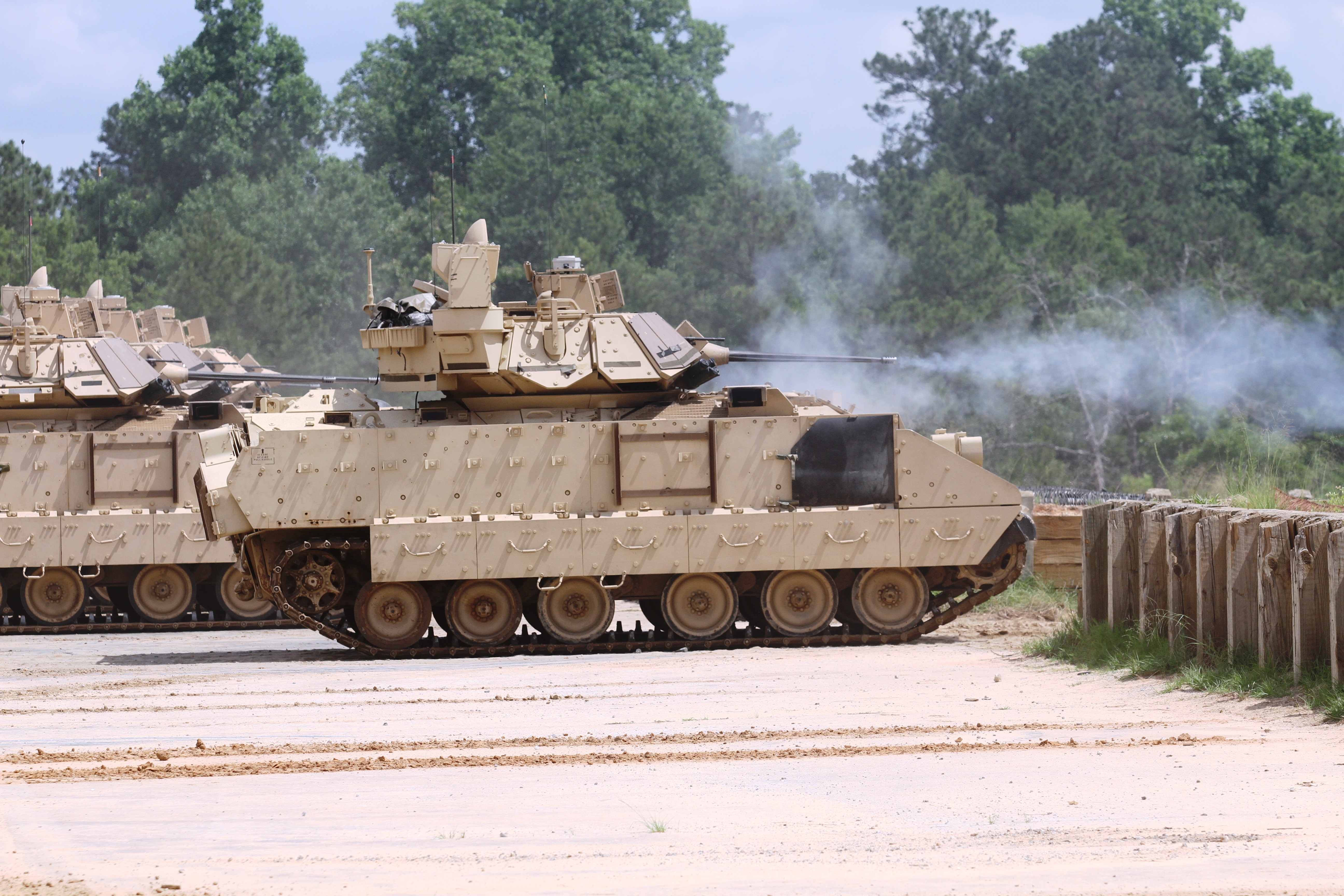
БМП M2A3 «Брэдли» проводит артиллерийскую подготовку в Форт-Беннинг.